# Katarina Chapman
Katarina "Kat" Chapman es un personaje ficticio de la serie de televisión australiana Home and Away, interpretada por la actriz Pia Miller desde el 5 de febrero de 2015, hasta el 18 de diciembre del 2017.
El 9 de diciembre del 2015 apareció en el especial "Home and Away: An Eye for An Eye".

## Biografía
Katarina llega por primera vez a la bahía y se muda a las caravanas y ahí conoce a Martin Ashford quien comienza a coquetear con ella. Kat comienza a trabajar como una nueva integrante de la estación de policía de la bahía. Cuando John Palmer le dice a Kat que su hijo Jett James había tomado un vehículo del club de surf sin autorización, Kat le da una reprimenda. 
Cuando Kat comienza a investigar sobre el asesinato de Dean Sanderson, arresta a Darryl Braxton para hacerle unas preguntas y cuando cree que Brax está planeando salir de la ciudad, comienza a vigilarlo, lo que ocasiona que su superior el sargento Mike Emerson, le llame la atención y la asigne al caso del accidente del autobús.
Poco después Kat conoce al doctor Nate Cooper, y cuando intenta hacerle algunas preguntas sobre el accidente, él le dice que no tiene tiempo.
Cuando la novia de Brax, Ricky Sharpe va a hablar con Kat, pronto se da cuenta de que intentan engañarla, más tarde cuando le envían una foto de Brax que prueba que había salido de la ciudad y que estaba incumpliendo su libertad condicional bajo fianza, Kat decide esconder la foto de sus superiores, al darse cuenta de que Brax era inocente y de que alguien estaba intentando incriminarlo.
Poco después Kat comienza a salir con Nate, y más tarde le revela que su ex-prometido solía abusar de ella, tanto emocional como  físicamente.
El 18 de diciembre del 2017 Kat murió debido a las heridas que había sufrido luego de estar involucrada en un accidente automovilístico con Jasmine Delany.